# Meia Via
Meia Via ist eine Gemeinde (Freguesia) im portugiesischen Kreis Torres Novas. In ihr leben 1666 Einwohner (Stand 19. April 2021).